# Puccinia saxifragae
Puccinia saxifragae är en svampart som beskrevs av Schltdl. 1824. Puccinia saxifragae ingår i släktet Puccinia och familjen Pucciniaceae.   Inga underarter finns listade i Catalogue of Life.